# Carl Seemann
Carl Seemann   (Bremen, 8 de maig de 1910 - Friburg de Brisgòvia, 26 de novembre de 1983) va ser un músic alemany, pianista, professor de piano i director de la Universitat de Música de Friburg.
Després de graduar-se a l'escola secundària, que Carl Seemann va completar en un institut humanista de Bremen, va començar inicialment a estudiar teologia i estudiar música. Va decidir estudiar música d'església a Leipzig. Els seus professors van ser Karl Straube, Günther Ramin, Kurt Thomas i Carl Adolf Martienssen. Després de graduar-se, Seemann inicialment va treballar com a organista a Flensburg i Verden. Des de 1935, es dedicà principalment a la seva carrera i pianista a la docència - Seemann posteriorment va tenir professors i classes magistrals a Kiel, Estrasburg i Friburg de Brisgòvia. Del 1964 al 1974 va dirigir l'acadèmia estatal de música.
Molts enregistraments, però sobretot les aparicions en duo amb el violinista Wolfgang Schneiderhan, van fer de Seemann una de les figures més grans de la música alemanya de postguerra. No obstant això, l'atenció del públic es va dirigir als pianistes russos, cada cop més dominants, com Emil Gilels, Vladimir Horowitz i Sviatoslav Richter. Això pot ser també una conseqüència de l'estil d'interpretació més fictici de Seemann, prescindit d'art virtuós.
El 1999, la reedició de diversos enregistraments de "Deutsche Grammophon" amb el títol The Legacy va comportar una mena de "renaissance marítim". Al llibret del casset, el crític Joachim Kaiser, al llibre del qual Grans pianistes en el nostre temps (Piper, Múnic 1965; nova edició 1996, ISBN 3-492-22376-1) Carl Seemann no apareix, tracta l'art de Seemann en un assaig.
El seu ajudant a Freiburg va ser Fany Solter. A la seva classe magistral, a el director d'Hortense von Gelmini.
El nebot de Carl Seemann, Hellmut Seemann, dirigeix el "Klassik Stiftung Weimar".